# A. J. Foyt IV
Anthony Joseph "A. J." Foyt IV (Louisville, Kentucky, 25 de maio de 1984) é um olheiro profissional de futebol americano e ex-piloto de corrida. Ele é assistente de olheiro do Indianapolis Colts e pilotou na IndyCar Series e, por um breve período, na NASCAR Busch Series. Ele faz parte da terceira geração da famosa família Foyt e é casado com Casey Foyt, a filha do falecido proprietário dos Colts, Jim Irsay.